# NGC 985
NGC 985 è una vasta e lontana galassia ad anello situata nella costellazione della Balena, a una distanza di circa 611 milioni di anni luce dalla nostra Via Lattea.

## Scoperta
La galassia è stata scoperta nel 1886 dall'astronomo statunitense Francis Leavenworth.

## Descrizione
NGC 985 ha una classe di luminosità V-VI. È una galassia attiva del tipo Seyfert 1 (Sy 1), con un nucleo molto luminoso nell'ultravioletto.
È inserita nel catalogo di Markarian con il codice Mrk 1048 (MK 1048).